# Gundomad
Gundomad  († 357; auch Gundomar, lateinisch Gundomadus) war ein spätantiker alamannischer Kleinkönig einer gens (eines Volksstammes), die in einem rechtsrheinischen Gebiet bei Breisach im Breisgau vermutet wird. Er war ein Bruder des Vadomar.
Der römische Geschichtsschreiber Ammianus Marcellinus berichtet, dass Gundomad 354 zusammen mit seinem Bruder Vadomar nach einer verlorenen Schlacht gegen Kaiser Constantius II. bei Augst einen Friedensvertrag geschlossen habe. 357 wurde Gundomad aber von eigenen Gefolgsleuten getötet, da sie mit seiner friedfertigen Politik gegenüber den Römern nicht einverstanden waren. Danach erhoben sie sich gegen Caesar (Unterkaiser) Julian. Dieser Aufruhr wurde nach Ammianus angeblich von Constantius initiiert, der eine erhebliche Abneigung gegenüber Julian hegte. Möglicherweise ist dies jedoch eine propagandistische und subjektive Sichtweise Ammians, der Julian verehrte.
In der historischen Fachliteratur wird Gundomad häufig als König der nördlichen Breisgauer (brisgavi) bezeichnet, was alleine aus den geographischen Angaben Ammianus Marcellinus zu Gundomads und Vadomars Aktivitäten abgeleitet wurde. Allerdings gilt diese Zuordnung als unsicher, da die Existenz eines Volksstammes der brisgavi zu Lebzeiten Gundomads nicht nachweisbar ist. Die erste, wenn auch indirekte, Nennung des Landschaftsnamens brisgavi erfolgte erst zwischen 395 und 398 in der Notitia Dignitatum.